# Juan Agustín Adorno
Juan Agustín Adorno (Génova, 1551-Nápoles, 19 de septiembre de 1591), o según su nombre en italiano Giovanni Agostino Adorno,  fue un sacerdote católico italiano, cofundador, junto a Francisco y Fabricio Caracciolo de la Congregación Regular de Sacristanes Menores también llamada "Congregación de los Clérigos Regulares Menores", más conocidos como Carocciolinos.

## Biografía
Juan Agustín Adorno nació en 1551 en el seno de una familia de la nobleza genovesa. Sus padres fueron Michele Adorno, senador de la república, y Nicoletta Campanari. Quedó huérfano cuando aún era muy joven, heredando una grande fortuna, la cual le sirvió para sus viajes por diferentes cortes italianas y así adquirir una sólida experiencia diplomática. Con 20 años de edad, fue enviado a Madrid a una misión diplomática de la República de Génova ante el gobierno de Felipe II de España. Al regresar a Génova, conoció al religioso teatino Basilio Pignatelli, con quien se dirigió espiritualmente por el resto de sus días y con quien se dirigió a Nápoles, abandonando la vida de las cortes.
En Nápoles, Adorno fundó la Orden de los Clérigos Regulares Menores, junto a Fabricio y Francisco Caracciolo, de la cual este último fue el primer general. Luego de un viaje por España para organizar la fundación de las primeras casas de la Orden, regresó a Nápoles donde murió el 19 de septiembre de 1591, con fama de santidad, por lo que la tradición en la Iglesia católica le da el título de venerable..